# 沃羅科姆列
51°42′26″N 25°4′22″E / 51.70722°N 25.07278°E
沃羅科姆列（烏克蘭語：Ворокомле），是烏克蘭西北部的村莊，隸屬沃倫州的沃洛德米爾區。該村始建於1502年，面積60.81平方公里，海拔高度150米，2001年人口1,902，人口密度每平方公里31.28人。